# Hänninaukko
Hänninaukko är en fjärd i Finland. Den ligger i landskapet Egentliga Finland, i den sydvästra delen av landet, 170 km väster om huvudstaden Helsingfors.
Hänninaukko ligger mellan Saloluoto i nordöst och Taiplax i sydväst. I väster ansluter den till Taipaluksenaukko och i öster avgränsas den från Marttisluodonaukko av öarna Karhuluoto, Iso-Anosin och Häviluoto.